# Phan Bich Thien
Phan Bich Thien (Hanoi, 1968. augusztus 31. –) magyarországi vietnámi üzletasszony és társadalmi aktivista, költő és műfordító. Közgazdaságtant tanult Moszkvában, ahol 1993-ban PhD-t szerzett. A simontornyai Fried Castle Resort tulajdonosa, tagja a Vietnámi Hazafias Népfront Központi Bizottságának, emellett a Magyar-Vietnámi Kapcsolatért Alapítványának elnöke, a Vietnámi Nők Foruma Europában Egyesületének elnöke, a Magyarországi Vietnámiak Egyesületének alelnöke, a Magyarországon élő Vietnámi Nők Szövetsége elnöke. 
Phan Bich Thien költő is, három verseskötete Vietnámban jelent meg, és több magyar verset fordított vietnámi nyelvre.

## Karrier

### Fried Kastélyszálló Resort
Phan Bich Thien és férje, Thuróczy László 2002-ben megvásárolta korábban a Fried család tulajdonában lévő elhagyatott kastélyt Simontornyán. A komoly felújítás után 2005-ben megnyitotta kapuit a Fried Kastély Szálloda, mai nevén Fried Kastélyszálló Resort. A létesítmény már egy sor nívós elismerést kapott: az Év Legszebb Szállodája (2010), az Év Hotelje (2011), Magyar Turizmus Minőségi Díj (2014). 

### Vietnámi Hazafias Népfront Központi Bizottság tagja
- VII. ciklus (2009–2014)
- VIII. ciklus (2014–2019)
- IX. ciklus (2019–2024)
- X. ciklus (2024-2029)

### Magyar-Vietnámi Kapcsolatért Alapítvány
Phan Bich Thien 2009 óta az alapítvány elnöke. Irányítása alatt az alapítvány kiemelt tevékenységei:
- Megszervezte a "Mai Vietnám a gyermekek szemével" rajzpályázatot.
- A Paksi Atomerőművel együttműködve felállította a magyar-vietnámi barátság emlékművet Paks városban (2010).[4]
- 2010-ben a Magyarországi Vietnámi Nagykövetséggel együttműködve „Vietnámi kulturális napot" rendezett Budapesten, a két ország közötti diplomáciai kapcsolatok felvétele 60. évfordulója alkalmából.
- 2013-ban együttműködve a Magyar Üzleti Fórummal és a Magyarországi Vietnámi Nagykövetséggel, magyar vállalkozásokat ismertetett meg vietnámi turisztikai és üzleti lehetőségekkel ("Vietnámi Est" program keretében).[5]
- 2014-ben tanulmányi utazást szervezett Vietnámba a magyar média, ill. turisztika képviselői számára.
- Finanszírozta és felépítette Magyarországon az első vietnámi buddhista szentélyt Simontornyán. A „Dai Bi” pagoda ama céllal jött létre, hogy a magyar társadalmat és a világszerte élő buddhistákat szolgálja. A szentély megnyitója 2018. szeptember 19-én (azaz a holdév augusztus 10. napján) volt. Megnyitóünnepségén a Vietnámi Buddhista Központ Szangha delegációja is részt vett (nyolc szerzetesből). Szintén részt vett az ünnepségen Hau A Lenh, a Vietnámi Hazafias Népfront Főtitkára.[6]

## Költő, műfordító
Vietnámban három verseskötete is megjelent, verseit megzenésítették.
A legkedvesebb magyar költője Petőfi Sándor: több költeményét lefordította vietnámi nyelvre, köztük a Nemzeti dalt.

## Díjak, elismerések
- Az „Arany Rózsa” Díj Vietnám államtól, üzleti és társadalmi teljesítményekért
- a Vietnámi Hazafias Népfront Elismerése
- a Vietnámi Külügyminisztérium Elismerése
- a Vietnámi Nőszövetség Elismerése
- a magyarországi Fényszóró Alapítvány kitüntetése a magyar gyermekeknek nyújtott segítségért
- Simontornya város kitüntetése – Simontornyáért
- a magyar Sikeres Nők magazin megtisztelte a hónap női arcaként 2020 októberében, a COVID-19 járvány során elért üzleti vezetői teljesítményéért
- a magyar Sikeres Nők magazin beválasztotta a Magyarország 2021 évben TOP 50 sikeres közé, és szerepel a „TOP 50 sikeres – 2022” kiadványban
- a magyar Sikeres Nők magazin megtisztelte a „TOP NYÁR-2023” arcaként 2023 nyári kiadványban, a nőmozgalomban elért eredményekért és a magyar–vietnami kapcsolatokért végzett tevékenységért

## Család
Phan Bich Thiennek magyar férje és két lánya van. 
Lányai tagjai voltak a Magyar Szinkronúszó Válogatottnak. Idősebb lánya, Thuróczy Karolina Mylan a 2017-es úszó-világbajnokságon részt vevő magyar felnőtt szinkronúszó-válogatott tagja volt (a 16. helyen végeztek). Fiatalabb lánya, Thuróczy Viktória Lyanh 2016-ban tagja volt a magyar utánpótlás szinkronúszó-válogatottnak, mely az Izraelben rendezett Comen Cup-on versenyzett.
Mindkét lánya elnyerte a Magyarország Jó Tanulója – Jó Sportolója címet.